# Autainville
Autainville ist eine französische Gemeinde mit 429 Einwohnern (Stand: 1. Januar 2022) im Département Loir-et-Cher in der Region Centre-Val de Loire; sie gehört zum Arrondissement Blois und zum Kanton La Beauce. 

## Geographie
Die Gemeinde Autainville liegt etwa 38 Kilometer nordnordöstlich von Blois in der Naturlandschaft Beauce. Das Gemeindegebiet wird vom Flüsschen Baignon durchquert, das hier noch Grand Fossé genannt wird. Umgeben wird Autainville von den Nachbargemeinden Beauce la Romaine im Westen und Norden, Binas im Nordosten und Osten, Saint-Laurent-des-Bois im Südosten, Marchenoir im Süden sowie Saint-Léonard-en-Beauce im Südwesten.

## Bevölkerungsentwicklung
| Jahr                       | 1962 | 1968 | 1975 | 1982 | 1990 | 1999 | 2006 | 2012 | 2021 |
| -------------------------- | ---- | ---- | ---- | ---- | ---- | ---- | ---- | ---- | ---- |
| Einwohner                  | 456  | 416  | 391  | 317  | 290  | 320  | 2832 | 2799 | 2752 |
| Quellen: Cassini und INSEE |      |      |      |      |      |      |      |      |      |

## Sehenswürdigkeiten
- Kirche Saint-Sulpice, Mitte des 19. Jahrhunderts erbaut
- Altes Zisterzienserkloster

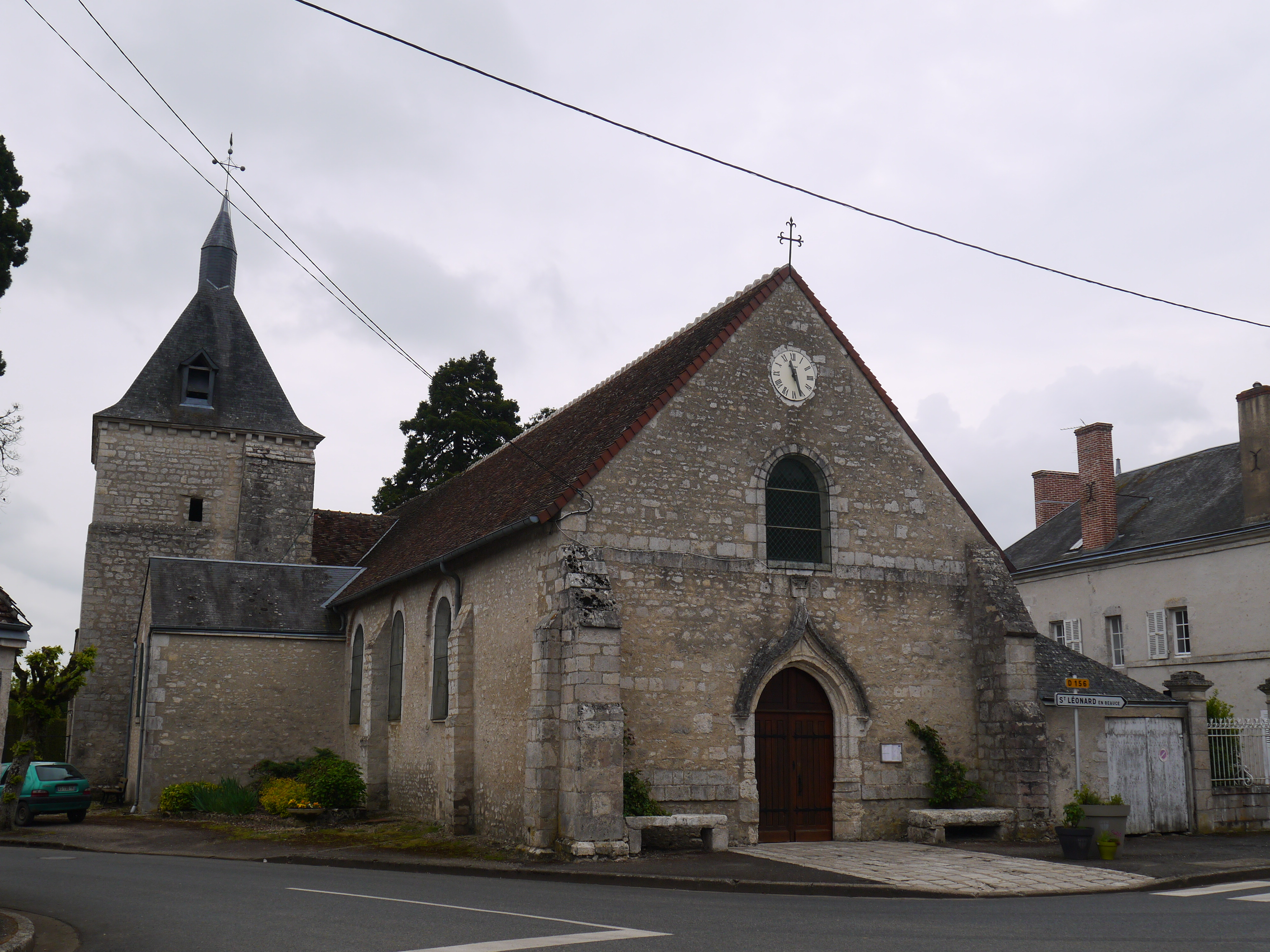
Kirche Saint-Sulpice
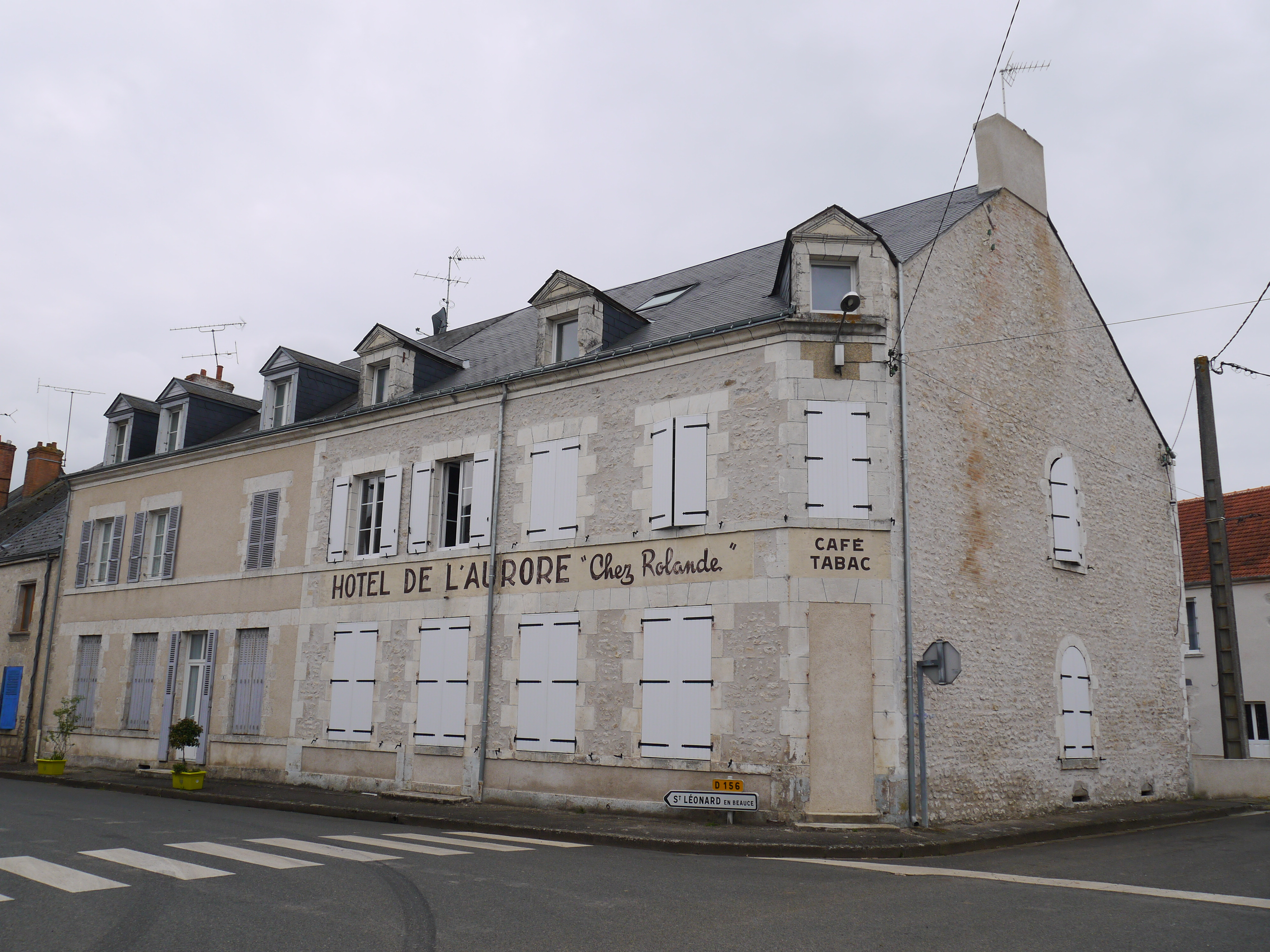
Ehemaliges Hotel

## Persönlichkeiten
- Lydie Salvayre (* 1948), Schriftstellerin